# 표교초등학교
표교초등학교는 대한민국 경기도 이천시에 있는 공립 초등학교이다.

## 학교 연혁
- 1944년 4월 1일: 표교국민학교 개교

## 참고 자료
- 표교초등학교 - 한국교육학술정보원 학교알리미